# Volpino italiano
Volpino italiano är en hundras från Italien. Den är en europeisk spets och antas ha samma ursprung som tysk spets. Volpinon står särskilt nära dvärgvarianten pomeranian. Volpino betyder liten räv. Stambok började föras 1901 och 1913 erkändes rasen av den italienska kennelklubben Ente Nazionale della Cinofilia Italiana (ENCI). Samma år skrevs rasstandarden.
Volpino italiano är intelligent, livlig, trogen, tillgiven och fungerar bra med barn. Den är en utmärkt vakthund, med djärvt, bra temperament. Pälsen är nästan alltid vit men förekommer med oranga fält och är unik som helorange. Mankhöjden för hanhundar är 27 till 30 centimeter och för tikar 25 till 28 centimeter.